# River Taff
Der River Taff (walisisch Afon Taf) ist ein 64 Kilometer langer Fluss in Wales.
Der natürliche Verlauf des Flusses wurde im 19. Jahrhundert verändert. Bei Cardiff Castle wird der Fluss durch ein künstliches Flussbett geleitet.